# Венема, Виетс
Ви́тсе Ве́нема (англ. Wietse Zweitze Venema, род. 1951) — голландский программист и физик. Наибольшую известность приобрёл как автор почтовой системы Postfix. Также автор программы TCP Wrapper. Совместно с Даном Фармером написал такие утилиты компьютерной безопасности, как SATAN и The Coroner's Toolkit.
Изучал физику в Университете Гронинген, защитил докторскую. Провёл 12 лет в Университете Эйндховен в должности системного архитектора Отдела математики и вычислительной техники. Занимался в том числе написанием утилит для электронного обмена данными.
Эмигрировав в США в 1996 году работал вместе с Томасом Уотсоном из научно-исследовательского центра корпорации IBM в штате Нью-Йорк.
Жена — Аннита (Annita).

## Награды
- Security Summit Hall of Fame Award (вручена в июле 1998)
- SAGE Outstanding Achievement Award (вручена в ноябре 1999)
- NLUUG Award (вручена в ноябре 2000)
- Sendmail Milter Innovation Award (вручена в ноябре 2006)
- Free Software Foundation Award 2008 года (вручена в марте 2009)